# Gli Orazi e i Curiazi (Cimarosa)
Gli Orazi e i Curiazi è un'azione tragica per musica in tre atti di Domenico Cimarosa su libretto di Antonio Simeone Sografi, il quale si basa sulla tragedia Horace di Pierre Corneille.

## Vicende storiche
L'opera andò in scena la prima volta il 26 dicembre 1796 alla Fenice di Venezia. Il debutto però si rivelò un completo insuccesso, tant'è che Cimarosa, deluso, lasciò subito la città. Ma, come accadrà 20 anni dopo anche con Il barbiere di Siviglia di Gioachino Rossini, le repliche che seguirono furono oggetto di grande successo: già la seconda rappresentazione fu a dir poco trionfale! In tutto si ebbero almeno 49 repliche durante tutta la stagione: l'opera venne in seguito data nei maggiori palcoscenici europei, tra i quali il Teatro alla Scala di Milano (serata inaugurale della stagione di Carnevale dell'anno 1799) e la corte napoleonica di Parigi. Usualmente le opere italiane del settecento non duravano molto nei palinsesti teatrali e raramente superavano la stagione; Gli Orazi e i Curiazi invece rimase in cartellone per diversi decenni, anche dopo la morte dello stesso compositore. Nella sola Venezia, a titolo di esempio, nei sei anni successivi alla prima, l'opera fu ripresa per altri quattro cicli di rappresentazioni, con un totale complessivo nel periodo di "più di 130 spettacoli"!
Ebbe inoltre numerosi riadattamenti, tra i quali si ricorda in particolare quello di Marcos António Portugal del 1798, e fu usata come oggetto della famosa parodia La prima prova dell'opera Gli Orazi e i Curiazi di Francesco Gnecco su libretto di Giulio Artusi e rinominata poi in La prova di un'opera seria, andata in scena anch'essa a Venezia nel 1803.
Questo lavoro fu molto caro anche a Napoleone, soprattutto nell'interpretazione parigina della cantante Giuseppina Grassini (la quale fu per un certo periodo amante dello stesso Napoleone) e del soprano castrato Girolamo Crescentini, i quali erano stati gli originali creatori dei ruoli di Orazia e Curiazio nel 1796. La Grassini peraltro era adusa ad interpolare nell'opera arie diverse da quelle originali, tratte soprattutto della citata versione di Portugal
L'opera è stata oggetto di una ripresa di interesse in epoca moderna, con diversi allestimenti, a partire da quello del Teatro dell’Opera Giocosa di Genova del 1983, che fu anche inciso in disco (prima registrazione mondiale) e che, nel risultato d'insieme tutto sommato scadente, può vantare almeno un eccellente Curiazio interpretato del soprano Daniela Dessì. Un'altra ripresa degna di rilievo ebbe luogo al Teatro dell'Opera di Roma nel 1989, sotto la direzione di Alan Curtis e con Gianna Rolandi come Curiazio e Anna Caterina Antonacci come Orazia, mentre una registrazione discografica dal vivo testimonia della trasmissione radiofonica del 1952, con i complessi RAI di Milano diretti di Carlo Maria Giulini, e con Giulietta Simionato nei panni del "primo musico".

## Caratteristiche artistiche
Gli Orazi e i Curiazi è generalmente considerato il miglior lavoro serio prodotto da Cimarosa (ne scrisse 11 in totale), anche se lo stesso Cimarosa considerava “il più passabile” dei suoi lavori l'Artemisia, regina di Caria, che vide il palcoscenico nel 1797. Esso rappresenta il tipico esempio non tanto del “dramma per musica” della seconda metà del ‘700, in generale, quanto di quella particolare forma di melodramma che dovette forzatamente farsi largo nell'ultimo decennio del secolo, sulla scia dei successi della rivoluzione francese. La nuova ideologia dominante imponeva che il melodramma partecipasse allo spirito dei tempi esaltando adeguatamente le virtù repubblicane dell'antica Roma. Ha rilevato in proposito Rodolfo Celletti: "A Cimarosa era già accaduto, in passato, di occuparsi di Caio Mario e di Giunio Bruto, ma preterintenzionalmente. Adesso, con gli Orazi e Curiazi e l'anno successivo con l'Attilio Regolo, avrebbe dato un contributo più specifico all'esaltazione dei miti repubblicani". Alla fine però il compositore rimaneva pur sempre lo stesso e ciò comportava, sempre secondo Celletti, che in fondo si scoprisse "che di intimamente tragico e di veramente eroico l'opera non avesse molto … Noi dobbiamo scorgere negli Oriazi e Curiazi, quale archetipo del dramma classicista e «repubblicano» fine Settecento/primo Ottocento, una sorta di elegante operazione gattopardesca. […] Sul piano … del costume musicale, il melodramma repubblicano di Cimarosa e di altri si adornò di qualche pennacchio in più e accolse clangori di trombe e qualche marcia, per poter restare, nella sostanza, quello che era sempre stato al tempo dei teatri di corte: una sorgente di effusioni liriche e non già di espansioni epiche" Come osservò, sotto altro punto di vista, il musicologo (e amico di una vita di Bellini) Francesco Florimo, "talora Cimarosa si abbandona a una tenerezza più lirica che tragica, talora ai vocalizzi e alle grazie, che sono solo sopportabili nel genere giocoso", ciò che non sarà forse troppo preciso sul piano della realtà di fatto, ma inquadra bene la problematica. Anche secondo Celletti, è difficile gridare al capolavoro per Gli Orazi e i Curiazi, così come per tanta parte del melodramma serio italiano del secondo ‘700.  "Domenico Cimarosa fu il porta-stendardo del nostro teatro musicale giocoso e … è chiaro che l'operista comico non soltanto prevale sull'operista serio, ma abbastanza spesso gli prende la mano e l'ispira". Come nel duetto Curiazio-Orazio, che parte "dalla solennità dei tipici duetti di sfida («Quando nel campo armata …»)", per passare poi, quasi inavvertitamente, "alla tenerezza e all'abbandono di «A questi accenti adesso …»". E per tutte le pagine più famose dell'opera, a partire dalla celeberrima aria di Curiazio, «Quelle pupille tenere …», si può ripetere lo stesso discorso, salvo forse per il largo «Se alla patria ognor donai …» di Marco Orazio, che costituisce "un esempio di aria di stampo eroico, per tenore da melodramma coturnato" che sarebbe rimasto in auge fino agli esordi di Rossigni: "tessitura centrale, periodici intervalli ascendenti per dare vigore e slancio alla melodia, brevi melismi o scalette discendenti per rafforzare il piglio aulico e, quando subentra l'Allegro («A voi tutti il vivo lampo»), intensificazione dei melismi".
Ancora secondo Celletti, Cimarosa arrivò comunque ad esprimere il meglio di sé soprattutto nella grande scena del sotterraneo, finale del secondo atto: "A un'introduzione orchestrale solenne e misteriosa seguono altri momenti orchestrali di carattere descrittivo che mostrano come genialmente certi nostri operisti sapessero cogliere l'elemento arcano o pauroso o orrido senza battere la strada dell'imitazione pedissequa della natura …; ma nel frattempo s'intersecano i bei recitativi di Curiazio e di Orazia e l'Andantino «Ei stesso intrepido» di Curiazio, per giungere infine alla grande ripresa delle altre voci soliste e del coro («Regni silenzio muto, profondo»)". Celletti non attribuisce un grande valore al furioso duetto finale tra Orazia e Marco Orazio che aveva un esito cruento del tutto inusitato nel melodramma metastasiano e che pure fu a suo tempo molto apprezzato: probabilmente soprattutto nelle prime rappresentazioni, quando ad eseguirlo furono due dei più efficaci cantanti del tempo, la bellissima diva rubacuori (e stupenda cantatrice), Giuseppina Grassini, e il tenore eroico Matteo Babini (o Babbini), il quale, oltre ad essere un cantante molto raffinato, espressivo e per di più in possesso di una notevole cultura, era in grado di non sfigurare certo al fianco della primadonna, in quanto dotato anche di un notevole physique du rôle (era infatti alto, biondo, snello e molto bello di lineamenti).
Per quanto riguarda lo stile di canto, si può infine rilevare che la scrittura vocale di Cimarosa è quanto mai misurata, evita le tessiture troppo acute, i lunghi vocalizzi, l'acrobatismo e (salvo, in piccola parte, nella citata aria eroica di Marco Orazio) la fitta ornamentazione. Tuttavia, conclude Celletti a questo proposito: “la coloratura di Cimarosa è di quelle che possono essere definite come  «late», in contrapposizione alle coloriture «minute» di taluni operisti barocchi o del Rossini del periodo napoletano. Di qui non la facoltà, ma l'obbligo, per gli esecutori, di integrare la scrittura del compositore con variazioni, diminuzioni e interpolazioni di cadenze, specialmente nei «da capo»”.

## La trama
La vicenda dell'opera si svolge a Roma, durante la guerra con la città di Alba Longa.
Protagoniste sono le due famiglie degli Orazi, romani, e dei Curiazi, albesi, famiglie che, nonostante lo stato di guerra, sono legate da rapporti di parentela, in quanto la Curiazia, Sabina, ha sposato Marco Orazio, l'erede designato degli Orazi, mentre la sorella di questi, Orazia, durante una tregua della guerra, va a sua volta in sposa a Curiazio, leader della famiglia di Alba. La decisione dei due re, Tullo Ostilio e Mezio Fufezio, di risolvere le contese tra le due città mediante lo scontro limitato, anche se all'ultimo sangue, fra tre campioni degli Orazi e tre dei Curiazi, getta nella disperazione le due famiglie, e soprattutto le due cognate, destinate inevitabilmente a vedere la morte o del marito o dei fratelli.
Nel secondo atto, Orazia e Sabina, appoggiate da popolo e sacerdoti cercano di impedire l'abominio dello scontro tra parenti, intervenendo, sul Campo Marzio, proprio mentre la battaglia sta per iniziare, e riuscendo ad ottenere un rinvio che consenta di consultare l'oracolo di Apollo.  I guerrieri di entrambe le famiglie accettano a malincuore questa decisione.  Il secondo atto si chiude con una grande scena nei sotterranei del tempio di Apollo, cui prendono parte inizialmente Curiazio e Orazia ed alla quale si uniscono poi tutti gli altri. Il responso dell'oracolo prevede la ripresa del combattimento.
Il terzo atto, più breve degli altri e generalmente dato insieme al secondo, vede in sostanza lo scontro finale tra Marco Orazio, risultato unico superstite della battaglia, e la sorella Orazia, che, ribellandosi al destino, invoca la vendetta degli dèi contro la patria che le ha ucciso il marito, e viene a sua volta trucidata dal fratello.

## Struttura musicale[senzafonte]
- Sinfonia

### Atto I
- N. 1 - Introduzione Odi, o ciel, i nostri lai (Coro)
- N. 2 - Aria Augure L'alto genio di Roma nascente
- N. 3 - Aria Sabina Serbate, eterni dei
- N. 4 - Coro Germe d'illustri eroi (Coro, Orazia, Marco Orazio, Curiazio)
- N. 5 - Aria Curiazio Quelle pupille tenere
- N. 6 - Aria Marco Orazio Se alla patria ognor donai (Marco Orazio, Coro)
- N. 7 - Coro Scopransi i vaghi rai
- N. 8 - Aria Orazia Nacqui è ver fra grandi eroi
- N. 9 - Duetto Curiazio e Marco Orazio Quando nel campo armata

### Atto II
- N. 10 - Aria Licinio Mugge il nembo, fischia il vento
- N. 11 - Duetto Orazia e Curiazio Se torni vincitor
- N. 12 - Coro Combatteremo, trionferemo - Ah fermate, non osate (Marco Orazio, Curiazio, Publio Orazio, Coro, Orazia)
- N. 13 - Aria Orazia Se pietà nel cor serbate
- N. 14 - Aria Sabina Un raggio sereno
- N. 15 - Aria Marco Orazio Dolce fiamma di gloria, d'onore
- N. 16 - Finale II Ei stesso intrepido - A versar l'amato sangue - Si combatta. Sia il cimento (Curiazio, Orazia, Publio Orazio, Tullio, Mezio, Augure, Sabina, Licinio, Coro)

### Atto III
- N. 17 - Aria Curiazio Resta in pace, idolo mio
- N. 18 - Coro S'adorni la chioma (Coro, Marco Orazio)
- N. 19 - Finale III Svenami ormai, crudele - Giusti dei! che facesti! (Orazia, Marco Orazio, Publio Orazio, Sabina, Coro)

## Ruoli
| Ruolo                            | Registro vocale del primo interprete | Cast della prima, 26 dicembre 1796 (Scenografia: - Antonio Mauro) |
| -------------------------------- | ------------------------------------ | ----------------------------------------------------------------- |
| Publio Orazio                    | tenore                               | Giuseppe Desirò                                                   |
| Marco Orazio                     | tenore                               | Matteo Babini                                                     |
| Orazia                           | mezzosoprano/contralto               | Giuseppina Grassini                                               |
| Curiazio                         | soprano castrato                     | Girolamo Crescentini                                              |
| Sabina                           | soprano                              | Carolina Maranesi                                                 |
| Licinio                          | soprano castrato                     | Francesco Rossi                                                   |
| Il Gran sacerdote                | basso                                | Filippo Fragni                                                    |
| L'augure                         | basso                                | Fantino Mori                                                      |
| l'oracolo                        | basso                                | Fantino Mori                                                      |
| Tullo Ostilio (di solito omesso) | tenore                               | Odoardo Caprotti                                                  |
| Mezio Fufezio (di solito omesso) | tenore                               | Antonio Mangino                                                   |
| coro                             |                                      |                                                                   |